# Emil Drăgănescu
Emil Drăgănescu (n. 18 decembrie 1919, Galați - d. 17 iulie 2003) a fost un om politic comunist român, membru al CPEX al PCR și ministru. Emil Drăgănescu a fost deputat în Marea Adunare Națională în sesiunile din perioada 1969 - 1985. Emil Drăgănescu a fost membru PCR din 1946.
În perioada 27 februarie 1974 - 18 martie 1975 a fost președintele Comitetului de Stat al Planificării (cu rang de ministru).
- Ministrul energiei electrice în Guvernul Ion Gh. Maurer (3) (21 august 1965 - 8 decembrie 1967) și Guvernul Ion Gh. Maurer (4) (9 decembrie 1967 - 10 iulie 1968)
- Vicepreședinte al Consiliului de Miniștri în Guvernul Ion Gh. Maurer (4) (9 decembrie 1967 - 25 mai 1968) și Guvernul Ion Gh. Maurer (5) (13 martie 1969 - 27 februarie 1974)
- Membru în Consiliul Apărării al RSR (27 februarie 1974 - 18 martie 1975) [3]
- Viceprim-ministru al Guvernului în Guvernul Manea Mănescu (2) (18 martie 1975 - 7 martie 1978)[4]
- Ministrul turismului și sportului în Guvernul Ilie Verdeț (1) (15 august 1978 - 30 martie 1979)[4] și în Guvernul Ilie Verdeț (2) (29 martie 1980 - 8 martie 1982)

El a fost și președintele Federației Române de Rugby.

## Distincții
- Medalia „40 de ani de la înființarea Partidului Comunist din Romînia” (6 mai 1961) „pentru merite în activitatea de partid și întărirea regimului democrat-popular”[5]
- Ordinul „Steaua Republicii Populare Romîne” clasa a III-a (10 august 1964) „pentru merite deosebite în opera de construire a socialismului, cu prilejul celei de a XX-a aniversări a eliberării patriei”[6]
- Ordinul „Tudor Vladimirescu” clasa a III-a (30 aprilie 1966) „cu prilejul celei de-a 45-a aniversări de la înființarea Partidului Partidului Comunist din România, pentru merite deosebite în opera de construire a socialismului”[7]
- Ordinul Muncii cl. I (1968)[8]
- Medalia „A XXV-a Aniversare a Eliberării Patriei” (4 august 1969) „pentru merite deosebite în lupta împotriva fascismului, în eliberarea țării, în războiul antihitlerist, în instaurarea puterii democrat-populare și construirea socialismului în Republica Socialistă România, cu prilejul celei de-a XXV-a aniversări a eliberării patriei”[9]
- Ordinul „23 August” clasa I (4 mai 1971) „cu prilejul aniversării a 50 de ani de la constituirea Partidului Comunist Român, [...] pentru merite deosebite în opera de construire a socialismului”[10]
- Medalia „25 de ani de la proclamarea Republicii” (26 decembrie 1972) „pentru merite deosebite în opera de construire a socialismului, cu prilejul aniversării a 25 de ani de la proclamarea Republicii”[11]